# 柑本英雄
柑本 英雄（こうじもと ひでお、1962年 - ）は、日本の国際政治学者。日本大学法学部教授。

## 略歴
この節の出典
- 1985年3月 : 早稲田大学政治経済学部経済学科 卒業
- 1994年10月 - 1995年9月 : エセックス大学大学院社会学研究科環太平洋地域研究専攻
- 2001年3月 : 早稲田大学大学院社会科学研究科 博士後期課程 単位取得満期退学
- 2001年4月 - 2010年3月 : 弘前大学人文学部 助教授
- 2010年4月 - 2014年3月 : 弘前大学人文学部 教授
- 2010年4月 - 2011年3月 : 早稲田大学国際言語文化研究所 客員研究員
- 2011年4月 : 早稲田大学国際言語文化研究所 招聘研究員
- 2012年2月 - 2012年8月 : ブリティッシュコロンビア大学海洋研究所 客員教授
- 2014年4月 - 2017年3月 : 実践女子大学人間社会学部 教授
- 2017年4月 - 現在 : 日本大学法学部 教授

2010年、「EU地域空間再編成とサブリージョン:越層する非国家領域的行為体とクロススケールガバナンスの視座からの分析」で早稲田大学博士（学術）。

## 著書

### 単著
- 『国際的行為体とアイデンティティの変容 欧州沿岸辺境地域会議と共通漁業政策をめぐって』（2000年、成文堂）
- 『EUのマクロリージョン 欧州空間計画と北海・バルト海地域協力』（2014年、勁草書房）

### 共編著
- （小泉格 編著）『日本海学の新世紀3 循環する海と森』（2003年、角川書店）
- （池田雅之 編著）『共生と循環のコスモロジー 日本・アジア・ケルトの基層文化への旅』（2005年、成文堂）
- （古城利明 編）『リージョンの時代と島の自治 バルト海オーランド島と東シナ海沖縄島の比較研究』（2006年、中央大学出版部）
- （中村信吾・多賀秀敏・柑本英雄 編著）『サブリージョンから読み解くEU・東アジア共同体 欧州北海地域と北東アジアの越境広域グランドデザイン比較』（2006年、弘前大学出版会）
- （池田雅之・古賀勝次郎 編著）『比較文化の可能性 日本近代化論への学際的アプローチ』（2007年、成文堂）
- （滝澤雅彦・柑本英雄 編）『祈りと再生のコスモロジー 比較基層文化論序説』（2016年、成文堂）
- （佐藤幸男・森川裕二・中山賢司 編）『〈周縁〉からの平和学 アジアを見る新たな視座』（2019年、昭和堂）
- （現代地政学事典編集委員会 編）『現代地政学事典』（2020年、丸善出版）
- （佐渡友哲・信夫隆司・柑本英雄・山本直 編）『国際関係論 第4版』（2025年、弘文堂）